# 大山研司
大山 研司（おおやま けんじ、1961年 - ）は、日本の工学者。茨城大学理工学研究科ビームライン科学領域教授。専門は中性子科学、磁性物理学、材料科学。茨城大学の量子ビーム科学の拠点である東海キャンパスにて、中性子の新しい技術を開発し、物性を研究する研究者。

## 人物
Jリーグのベガルタ仙台の熱烈サポーター。茨城大から世界に発信できる成果を目指し、ロンドンの在英国日本大使館でのレクチャーなど海外での発表に力をいれている。研究活動は、物性物理学・磁性物理学の研究室として、産業応用よりも学理探求を重視している。

## 来歴
- 1961年 - 千葉県生まれ。
- 1980年 - 東京大学教育学部附属高等学校卒業(現・東京大学教育学部附属中等教育学校卒業）
- 1986年 東北大学　理学部物理学科　卒業
- 1988年 東北大学　理学研究科物理学専攻　修士課程修了
- 1992年 東北大学　理学研究科物理学専攻　博士課程修了
- 1992年 東北大学　金属材料研究所　助手
- 2003年 東北大学　金属材料研究所　助教授
- 2007年 東北大学　金属材料研究所　准教授
- 2014年 東北大学　原子分子材料科学高等研究機構　准教授
- 2015年 茨城大学　理工学研究科　教授